# Mikhail Kapranov
Mikhail Kapranov, (em russo:  Михаил Михайлович Капранов; 1962) é um matemático russo, que trabalha com geometria algébrica, teoria de representação e física matemática.
Foi palestrante convidado do Congresso Internacional de Matemáticos em Berlim (1998: Operads and Algebraic Geometry).

## Obras
- com Israel Gelfand, Andrei Zelevinsky: Discriminants, Resultants and Multidimensional Determinants, Birkhäuser 1994
- com Ezra Getzler (Editor): Higher Category theory, Contemporary Mathematics Volume 230, 1998, American Mathematical Society
- Analogies between the Langlands correspondence and topological quantum field theory, in: S. Gindikin, J. Leopowsky, R. L. Wilson (Ed.), Functional analysis at the eve of the 21. century (Gelfand 80th birthday volume), Volume 1, Birkhäuser 1995, p. 119–151